# Caproni Ca.71
Il Caproni Ca.71 era un caccia notturno monomotore biplano sviluppato dall'azienda italiana Aeronautica Caproni negli anni venti e rimasto allo stadio di prototipo.
Sviluppato dal pari ruolo Ca.70 del 1925, venne valutato dalla Regia Aeronautica e, benché preso in carico dalla neofondata aeronautica militare italiana del periodo, risultò possedere prestazioni inferiori del suo predecessore. Il disinteresse dimostrato dalle autorità militari ebbe come conseguenza l'abbandono del progetto e di ogni suo sviluppo.

## Storia del progetto
Durante la fase di sviluppo del Ca.70, la Caproni decise di equipaggiare il secondo esemplare con una diversa motorizzazione da quella prevista in fase di progetto. Differentemente dal primo prototipo del Ca.70, matricola MM.50, che utilizzava un motore radiale in configurazione traente, per il secondo, l'MM.51, venne utilizzato un 12 cilindri a V raffreddato a liquido Lorraine-Dietrich 12 Db di produzione Isotta Fraschini, che l'azienda italiana produceva su licenza, in configurazione spingente. Il propulsore garantiva la stessa potenza nominale pari a 400 CV del precedente.
Inizialmente identificato come Ca.70L, l'esemplare venne poi ridesignato Ca.71 e concepito per utilizzare una diversificata gamma di motorizzazioni dalla potenza dai 400 ai 500 CV. Portato in volo per la prima volta nel 1927 venne inviato, come il suo predecessore, alla Direzione Superiore Studi ed Esperienze nei pressi di Guidonia dove il personale militare della Regia Aeronautica iniziò le prove di valutazione nel vicino aeroporto.
Le prestazioni offerte dal modello risultarono inferiori al Ca.70, sia in termini di velocità massima raggiunta che di velocità di salita, e benché queste potessero essere migliorate adottando un'unità motrice più potente, il progetto manteneva la configurazione biposto non gradita su un modello destinato alla caccia notturna. Anche in questo caso non venne emesso alcun nuovo ordine di fornitura e lo sviluppo del velivolo venne definitivamente arrestato.

## Tecnica
Il Ca.70 era un velivolo dall'aspetto, per un velivolo basato a terra, più simile a quello di un idrovolante a scafo centrale, configurazione ripresa nel Ca.73, ma che comunque manteneva l'impostazione generale classica del periodo: monomotore biplano a carrello fisso.
La fusoliera, realizzata con struttura in legno a sezione rettangolare ricoperta da pannelli in compensato, integrava i due abitacoli separati e posizionati in tandem, quello anteriore posto all'altezza del bordo di attacco alare destinato al pilota e quello posteriore, sensibilmente spostato verso coda, al puntatore con funzione anche di mitragliere e dotati entrambi di parabrezza. Posteriormente terminava in un impennaggio cruciforme monoderiva dotato di piani orizzontali controventati.
La configurazione alare era biplano-sesquiplana, con l'ala superiore, montata alta a parasole, di maggior apertura, collegata all'inferiore, montata medio-alta sulla fusoliera, tramite una serie di montanti obliqui in configurazione Warren. Entrambe le ali erano a struttura mista, bilongherone in metallo con centine in legno, ricoperte di tela trattata e verniciata. La superiore era a sua volta collegata alla fusoliera tramite un castello tubolare che integrava la gondola dove era posizionato il motore ed il serbatoio del combustibile. Gli alettoni erano presenti solo sull'ala superiore.
Il carrello d'atterraggio era un biciclo anteriore costituito da una struttura tubolare che integrava le ruote, indipendenti e dall'ampia carreggiata, ammortizzate tramite molloni in acciaio ed ammortizzatori oleopneumatici, soluzione tecnica all'avanguardia ed introdotta per la prima volta in un progetto italiano. Il carrello era incernierato tramite rinforzi metallici all'ala inferiore, soluzione che permetteva, in fase di atterraggio, di spostare l'intera sezione in avanti, abbassando il baricentro del velivolo scongiurando così la possibilità di capottare. Posteriormente era integrato da un pattino d'appoggio in legno, posizionato sotto alla coda nella posizione di massimo arretramento, al fine di favorire la vicinanza al terreno, condizione essenziale per gli atterraggi notturni.
La propulsione era affidata ad un motore Lorraine Dietrich 12 Db, un 12 cilindri a V raffreddato a liquido in grado di erogare una potenza pari a 400 CV (294 kW) (nominali), posizionato in configurazione spingente ed abbinato ad un'elica bipala in legno a passo fisso.
L'armamento era costituito da una coppia di mitragliatrici Vickers calibro 7,7 mm posizionate in caccia integrate da una mitragliatrice Lewis calibro 7,7 mm brandeggiabile montata su anello Scarff nell'abitacolo posteriore.

## Utilizzatori
Italia
- Regia Aeronautica